# 九条信乃
九条 信乃（くじょう しの）は、日本の女性声優。主にアダルトゲームに声をあてている。

## 出演
太字はメインキャラクター。

### アダルトアニメ
- Milkyway（2003年、御影咲夜[1]）

### アダルトゲーム
2002年
- それは舞い散る桜のように（2002年 - 2008年、雪村小町、佐伯和人）- 2作品[一覧 1]
- 巫女神あばんちゅ〜る（如月彩乃）

2003年
- つるぺた（百合原奈月、摩周珠恵）
- 尽くして雀（葛西千秋）
- ももいろパラダイス 〜住み込みバイト 恋愛付〜（篠原智美）

2004年
- Dear My Friend（北沢都香）
- DINGIR（ニーサ）
- 何処へ行くの、あの日（麻生桐季）
- Like Life（沢木椿）

2005年
- MERI+DIA〜マリアディアナ〜（綾藤レア[2]）
- Milkyway3

2006年
- 青空の見える丘（諏訪ののか）
- 委員長は承認せず!（凪葛刃）

2007年
- Bullet Butlers（ヴァレリア・フォースター）
- 君が主で執事が俺で（久遠寺未有）
- HoneyComing（緒方美夏）

2008年
- クロノベルト（ヴァレリア・フォースター）
- 真・恋姫†無双 〜乙女繚乱☆三国志演義〜（鳳統）

2009年
- 祝福のカンパネラ（アヴリル）
  - 祝祭のカンパネラ！（2010年、アヴリル）
- 真剣で私に恋しなさい!（黛由紀江、松風）[3]）
  - 真剣で私に恋しなさい!S（2012年、黛由紀江、松風）[4]
  - 真剣で私に恋しなさい!A-1/A-3/A-4/A-5（2013年 - 2016年、黛由紀江、松風）- 4作品
- 装甲悪鬼村正（2009年 - 2010年、湊斗光）- 2作品[一覧 2]

2010年
- 俺の彼女はヒトでなし（英盟依[5]）
- 真・恋姫†無双 〜萌将伝〜（鳳統）
- メルクリア 〜水の都に恋の花束を〜（フィオレリーア＝インブルーリア）
- Hello,good-bye（早乙女すぐり）

2011年
- ラブライド・イヴ（比須田千代[6]）
- あっぱれ!天下御免（五十嵐文[7]）

2015年
- 真・恋姫†英雄譚1 〜乙女艶乱☆三国志演義［蜀］〜（鳳統）

2017年
- 真・恋姫†夢想-革命- 蒼天の覇王（鳳統）
  - 真・恋姫†夢想-革命- 孫呉の血脈（2018年、鳳統）
  - 真・恋姫†夢想-革命- 劉旗の大望（2019年、鳳統[8]）

2020年
- 神様のような君へ（伊澄くろえ[9]）

2021年
- 我が姫君に栄冠を（アレクサンドラ・アルバーン[10]）

2023年
- それは舞い散る桜のように -Re:BIRTH-（雪村 小町）

### オンラインゲーム
- アイオライトリンク（アクア）

### 一般向ゲーム
- Dear My Friend 〜Love like powdery snow〜（2005年、北沢都香）
- 何処へ行くの、あの日 光る明日へ…（2005年、麻生桐季）
- Bullet Butlers -銃弾の彼方-（2012年、ヴァレリア・フォースター）
- 神様のような君へ（2021年、伊澄くろえ[11]）- PS4/Switch版

### ドラマCD
2005年
- Like Life an hour 〜冬と祭と解けたリボン〜（沢木椿）

2006年
- 青空の見える丘 ドラマCD全4弾（2006年 - 2007年、諏訪ののか）

2007年
- 君が主で執事が俺で 挿入歌コレクション（久遠寺未有）※ドラマ部分
- 君が主で執事が俺で スペシャルドラマCD（久遠寺未有）

2009年
- 真剣で私に恋しなさい!! C77特別版ドラマCD（黛由紀江）

2011年
- ドラマCD Hello,good-bye 〜ありふれた奇跡をあなたへ〜（早乙女すぐり）

## ディスコグラフィ

### キャラクターソング
| 発売日  | 商品名                                                         | 歌 | 楽曲                                                  | 備考                                                    |
| 2007年  | 2007年                                                         | 2007年 | 2007年                                                | 2007年                                                  |
| ------- | -------------------------------------------------------------- | --- | ----------------------------------------------------- | ------------------------------------------------------- |
| 5月25日 | 君が主で執事が俺で CHARACTER SONG VOL.2 [未有チーム] 未有&美鳩 | 久遠寺未有（九条信乃）                                                                                               | 「Muse plot〜ミューズプロット〜」                     | PCゲーム『君が主で執事が俺で』関連曲                    |
| 2008年  |                                                                | |                                                       |                                                         |
| 4月25日 | Ultimate A-Style                                               | 久遠寺未有（九条信乃）                                                                                               | 「Muse plot〜ミューズプロット〜（StripE ENERGIZED）」 | PCゲーム『君が主で執事が俺で』関連曲                    |
| 2009年  |                                                                | |                                                       |                                                         |
| 5月8日  | 「真・恋姫†無双」キャラクターソングCD Vol.2 諸葛亮×鳳統        | 諸葛亮（楠鈴音）、鳳統（九条信乃）                                                                                   | 「はわ☆あわ大乱舞〜恋のお料理教室〜」                 | PCゲーム『真・恋姫†無双 〜乙女繚乱☆三国志演義〜』関連曲 |
| 8月28日 | まじこいソングCD                                               | 川神百代（神代岬）、川神一子（青山ゆかり）、椎名京（海原エレナ）、黛由紀江（九条信乃）、クリスティアーネ（三咲里奈） | 「愛で斬るなら痛くな〜い!」                           | PCゲーム『真剣で私に恋しなさい!』オープニングテーマ     |
| 9月25日 | 真・恋姫†無双 キャラクターソングアルバム                       | 諸葛亮（楠鈴音）、鳳統（九条信乃）                                                                                   | 「はわ☆あわ大乱舞〜恋のお料理教室〜 -Dance Remix-」   | PCゲーム『真・恋姫†無双 〜乙女繚乱☆三国志演義〜』関連曲 |

### シリーズ一覧
1. ↑  「無印」（2002年）、『完全版』（2008年）
2. ↑  「無印」（2009年）、『邪念編』（2010年）